# Stanislav Husárik
Stanislav Husárik (* 3. října 1964) je bývalý československý fotbalista, útočník.

## Fotbalová kariéra
V lize hrál za TJ Vítkovice. V československé lize nastoupil ve 4 utkáních.

## Ligová bilance
| Ročník                                   | Zápasy | Góly | Klub         |
| ---------------------------------------- | ------ | ---- | ------------ |
| 1. československá fotbalová liga 1982/83 | 1      | 0    | TJ Vítkovice |
| 1. československá fotbalová liga 1984/85 | 3      | 0    | TJ Vítkovice |
| CELKEM                                   | 4      | 0    |              |